# Józef Biedrzycki
Józef Biedrzycki (ur. 19 marca 1931 w Nadolnej, zm. w sierpniu 2019) – polski działacz państwowy i inżynier, naczelnik i prezydent Radomska (1985–1988).

## Życiorys
Syn Stanisława i Kazimiery, z wykształcenia inżynier. W 1950 wstąpił do Polskiej Zjednoczonej Partii Robotniczej. Pełnił funkcję wiceprzewodniczącego, a w latach 1961–1971 przewodniczącego Prezydium Powiatowej Rady Narodowej w Radomsku. Od 1973 do 1975 I sekretarz Komitetu Powiatowego PZPR w Kutnie oraz członek egzekutywy Komitetu Wojewódzkiego PZPR w Łodzi. W 1978 został natomiast członkiem sekretariatu Komitetu Wojewódzkiego PZPR w Płocku. W 1985 powołany na stanowisko naczelnika Radomska, w styczniu 1986 przekształconym w funkcję prezydenta miasta. Zajmował je do kwietnia 1988.
13 sierpnia 2019 pochowany po mszy w Parafii Najświętszego Serca Jezusowego w Nadolnej.